# Hauteville (Friburgo)
Hauteville é uma comuna da Suíça, no Cantão Friburgo, com cerca de 510 habitantes. Estende-se por uma área de 10,56 km², de densidade populacional de 48 hab/km². Confina com as seguintes comunas: Cerniat, Corbières, La Roche, Marsens, Pont-en-Ogoz, Pont-la-Ville.
A língua oficial nesta comuna é o Francês.